# Demonlover
Demonlover è un film del 2002 scritto e diretto da Olivier Assayas.
È stato presentato in concorso al 55º Festival di Cannes.

## Riconoscimenti
- 2002 - Camerimage
  - Rana di bronzo a Denis Lenoir